# Andrea Ranocchia
Pour les articles homonymes, voir Ranocchia.
Andrea Ranocchia est un ancien footballeur international italien né le 16 février 1988 à Assise, dans la province de Pérouse en Italie. Il évoluait au poste de défenseur central.

## Biographie
Andrea Ranocchia est formé dans les équipes jeunes du Perugia, mais à la suite de la faillite du club, il se retrouve dans les équipes jeunes des voisins de l'AC Arezzo. Il y fait ses débuts en équipe première lors de la saison 2006-07, en Serie B à 18 ans.  Lors de sa première saison, il jouera pas moins de 24 matchs pour 1 but, mais le club, 20e, sera relégué en Serie C1 au terme de la saison. Le 21 août 2007, il fait ses débuts en équipe d'Italie espoirs, sous les ordres de Pierluigi Casiraghi, lors d'un match amical contre l'équipe de France espoirs (2-1). Il rentre à la 57e minute à la place de Fabiano Santacroce. Malgré tout, il reste au club et devient titulaire en défense centrale, disputant 32 matchs sans marquer. 

### Genoa CFC (2008-2011)
Plein d'avenir et de talent, il signe en copropriété à l'été 2008 au Genoa CFC, en Serie A, qui, en accord avec son club formateur, le prête à l'AS Bari en Serie B. Peu utilisé lors de la phase aller, Antonio Conte l'utilisera avec plus de continuité lors de la phase retour. Il jouera au total 17 matchs pour 1 but et obtenant la première place du championnat et la montée dans l'élite. Le Genoa CFC rachète l'intégralité du contrat du joueur avant de le prêter à nouveau à l'AS Bari pour la saison 2009-10 de Serie A. Il participe ensuite au Championnat d'Europe de football espoirs 2009. Il marque son premier but sous le maillot national le 9 juin 2009 lors du match amical terminé 4-0 contre le Danemark.
Le 23 août 2009, il fait ses débuts dans l'élite face à l'Inter Milan (1-1). Le 18 octobre, face au Chievo Vérone, il inscrit son premier but dans l'élite (2-1). S'installant progressivement au poste de titulaire en défense centrale, il se blesse en janvier 2010 (lésion aux croisés), ce qui clôt prématurément une saison commencée en fanfare. Il aura joué au total 17 matchs pour 2 buts.

### Inter Milan (2010-2022)
À la fin de la saison, il retourne au Genoa CFC qui le laisse signer pour cinq saisons à l'Inter Milan qui le prête immédiatement au club neroblu pour une saison où il est attendu comme un titulaire, beaucoup d'espoirs étant placés en lui. 
Au bout de six mois, à la suite de l'arrivée du nouvel entraineur Leonardo à l'Inter Milan, il rejoint ce dernier.
Lors du match contre le Bayern Munich, il sauve son équipe en dégageant le ballon sur la ligne afin de gagner le match 3-2.

## Statistiques
| Saison                | Club                   | Championnat           | Championnat | Championnat | Coupe(s) nationale(s) | Coupe(s) nationale(s) | Supercoupe | Supercoupe | Compétition(s) continentale(s) | Compétition(s) continentale(s) | Compétition(s) continentale(s) | Total | Total |
| Saison                | Club                   | Division              | M.          | B.          | M.                    | B.                    | M.         | B.         | Comp.                          | M.                             | B.                             | M.    | B.    |
| 2006-2007             | SS Arezzo              | Serie B               | 24          | 1           | 5                     | 1                     | -          | -          | -                              | -                              | -                              | 29    | 2     |
| 2007-2008             | SS Arezzo              | Serie C               | 32          | 0           | -                     | -                     | -          | -          | -                              | -                              | -                              | 32    | 0     |
| Sous-total            | Sous-total             | Sous-total            | 56          | 1           | 5                     | 1                     | -          | -          | -                              | -                              | -                              | 61    | 2     |
| 2008-2009             | AS Bari                | Serie B               | 17          | 1           | -                     | -                     | -          | -          | -                              | -                              | -                              | 17    | 1     |
| 2009-2010             | AS Bari                | Serie A               | 17          | 2           | 1                     | 0                     | -          | -          | -                              | -                              | -                              | 18    | 2     |
| Sous-total            | Sous-total             | Sous-total            | 34          | 3           | 1                     | 0                     | -          | -          | -                              | -                              | -                              | 35    | 3     |
| 2010-2011             | Genoa CFC              | Serie A               | 16          | 2           | 1                     | 0                     | -          | -          | -                              | -                              | -                              | 17    | 2     |
| Sous-total            | Sous-total             | Sous-total            | 16          | 2           | 1                     | 0                     | -          | -          | -                              | -                              | -                              | 17    | 2     |
| 2010-2011             | Inter Milan            | Serie A               | 18          | 1           | 4                     | 0                     | -          | -          | C1                             | 4                              | 0                              | 26    | 1     |
| 2011-2012             | Inter Milan            | Serie A               | 12          | 1           | 2                     | 0                     | 1          | 0          | C1                             | 2                              | 0                              | 17    | 1     |
| 2012-2013             | Inter Milan            | Serie A               | 32          | 2           | 3                     | 1                     | -          | -          | C3                             | 10                             | 0                              | 45    | 3     |
| 2013-2014             | Inter Milan            | Serie A               | 24          | 1           | 2                     | 1                     | -          | -          | -                              | -                              | -                              | 26    | 2     |
| 2014-2015             | Inter Milan            | Serie A               | 33          | 2           | 1                     | 0                     | -          | -          | C3                             | 8                              | 0                              | 42    | 2     |
| 2015-2016             | Inter Milan            | Serie A               | 10          | 0           | -                     | -                     | -          | -          | -                              | -                              | -                              | 10    | 0     |
| 2016-2017             | Inter Milan            | Serie A               | 5           | 0           | -                     | -                     | -          | -          | C3                             | 8                              | 0                              | 13    | 0     |
| 2017-2018             | Inter Milan            | Serie A               | 11          | 2           | 2                     | 0                     | -          | -          | -                              | -                              | -                              | 13    | 2     |
| 2018-2019             | Inter Milan            | Serie A               | 4           | 0           | 1                     | 0                     | -          | -          | C1+C3                          | 0+2                            | 0+1                            | 7     | 1     |
| 2019-2020             | Inter Milan            | Serie A               | 7           | 0           | 3                     | 1                     | -          | -          | C1+C3                          | 0+2                            | 0                              | 12    | 1     |
| 2020-2022             | Inter Milan            | Serie A               | 8           | 0           | 1                     | 0                     | -          | -          | -                              | -                              | -                              | 9     | 0     |
| 2021-2022             | Inter Milan            | Serie A               | 6           | 0           | 1                     | 1                     | -          | -          | C1                             | 3                              | 0                              | 10    | 1     |
| Sous-total            | Sous-total             | Sous-total            | 170         | 9           | 20                    | 4                     | 1          | 0          | -                              | 35                             | 1                              | 226   | 14    |
| 2015-2016             | Sampdoria Gênes (prêt) | Serie A               | 16          | 2           | -                     | -                     | -          | -          | -                              | -                              | -                              | 16    | 2     |
| Sous-total            | Sous-total             | Sous-total            | 16          | 2           | -                     | -                     | -          | -          | -                              | -                              | -                              | 16    | 2     |
| 2016-2017             | Hull City (prêt)       | Premier League        | 16          | 2           | -                     | -                     | -          | -          | -                              | -                              | -                              | 16    | 2     |
| Sous-total            | Sous-total             | Sous-total            | 16          | 2           | -                     | -                     | -          | -          | -                              | -                              | -                              | 16    | 2     |
| Total sur la carrière | Total sur la carrière  | Total sur la carrière | 206         | 17          | 27                    | 5                     | 1          | 0          | -                              | 35                             | 1                              | 269   | 23    |

## Palmarès
AS Bari 
- Champion de Serie B en 2009.

Inter Milan 
- Vainqueur de la Coupe d'Italie en 2011 et 2022.
- Finaliste de la Ligue Europa en 2020
- Champion d'Italie en 2021